# Antun Rakijaš
Antun (Ante) Rakijaš (? ↓1 – klanac Ljupča kraj Plaškoga, 11. listopada 1871.), bio je hrvatski revolucionar, jedan od vođa Rakovičkoga ustanka.

## Životopis
Ante Rakijaš bio je sin umirovljenoga kapetana kojega je austrijska vlast tjerala zbog nekakvih disciplinskih prekršaja, a on je svoje ogorčenje prama Austriji prenio i na sina. Bio je pravoslavnim vjernikom. Ante Rakijaš bio je kao dječak u štajerskome Grazu na školovanju. Bio je izučio dva zanata, mesarski i pekarski. Dne 25. lipnja 1864. godine upoznao se je Ante Rakijaš, tada austrijski vojni bjegunac iz svoje jedinice stacionirane u Peschieri, s Eugenom Kvaternikom u Torinu. Eugen Kvaternik došao je u svezu s Antom Rakijašem prijeko časnika Mažuranića, sinovca bana Ivana Mažuranića, koji je u to vrijeme kao austrijski vojni bjegunac služio u Mađarskoj legiji.:str. 330. Eugen Kvaternik u Anti Rakijašu pronašao je tada svoga glavnoga pomagača te je svojemu Dnevniku:podrubnica 303 na str. 787. o Rakijašu napisao:
»Nije me providnost badava stavila u doticaj sa Rakijašem, poštenim i gorućim Hrvatom.«:str. 794.
U studenome 1864. godine u Torinu planirali su Kvaternik i Rakijaš ustanak u Hrvatskoj za proljeće 1865. godine. Kvaternik je Rakijaša poslao u Dalmaciju i Vojnu krajinu. Rakijaš se je trebao prebaciti u domovinu i pristupiti daljnjim pripremama za ustanak. Pribavio si je putovnicu, koju je dobio od pruskoga konzula, za sve austrijske zemlje, te je otišao iz Torina u Anconu.:str. 798. U Anconu je otišao 12. siječnja 1865. godine.:str. 43. U Anconi čekao je prigodu za prebacivanje u Dalmaciju. Njegov se je boravak u Anconi neočekivano oduljio, te je tek u ožujku 1865. godine Rakijaš krenuo iz Ancone brodom kapetana Prospe Babarovića iz Milne. S njim je stigao u Milnu na Braču i kod njega se zadržao nekoliko dana, potom je otišao u Split, Lloydovim parobrodom, a odatle u Sinj. U Sinju, gdje se nije dugo zadržao, bio je kod franjevaca, no njegovi revolucionarni planovi ne naiđoše kod njih na razumijevanje ali ga oni nisu izdali već su ga uputili u Polaču, između Knina i Vrlike, kod prote Marka Kulišića. Putovao je i predstavljao se kao Svetolik Protić, beogradski trgovac koji je došao kupovati vino, a to mu je ime bilo upisao i u putovnici. U Polači je toga proljeća boravio u kući prote Marka Kulišića. ↓2
»Rakijaš je bio crnomanjast, nosio je uz brkove i bradu, ovisok, stasit, prikladan u licu. Koliko sam mogao primijetiti Rakijaš je bio temperamentan i nagao. (prof. Kosta Kulišić)«:str. 802.
Njegov boravak u Dalmaciji nije dugo trajao jer ga je u Polači uhitila žandarmerija, te je završio u zatvoru u Kninu a kasnije u tamnici i tako nije niti dospio u Vojnu krajinu. Zadarski vojni sud osudio ga je na jedanaest mjeseci teške tamnice, a zbog bijega iz vojske na 50 batina.:str. 805. Nakon izdržane kazne bio je vraćen u svoju vojnu jedinicu na talijanskome ratištu odakle je ponovno pobjegao, a početkom 1867. godine ponovno je uspostavio kontakt, u Milanu, s Eugenom Kvaternikom koji je planirao novi ustanak u Hrvatskoj. Bio je to Kvaternikov i Rakijašev drugi pokušaj ustanka u Hrvatskoj. U Hrvatsku je krenuo krajem ožujka 1867. godine i trebao je stvoriti organizaciju ustanka, te pripremiti teren za Kvaternikov dolazak. U travnju javio se je Rakijaš Kvaterniku iz Poljica, a nakon toga Kvaternik nije imao od njega glasa niti ikakvih vijesti o njemu. Rakijaševa misija i ovoga puta bila je neuspješna jer je bio uhićen i osuđen na robiju te je poslan na izdržavanje kazne u mjesto Komoran, u Ugarskoj. Nije dugo bio na robiji jer je bio obuhvaćen općom amnestijom koja je bila proglašena prigodom krunidbe Franje Josipa I. za kralja Ugarske i Hrvatske, 8. lipnja 1867. godine. Eugen Kvaternik također bio je obuhvaćen tom amnestijom te se je iz emigracije u Hrvatsku vratio 2. srpnja 1867. godine. U prosincu 1867. godine javio se je Rakijaš Kvaterniku iz Komorana. Nakon toga vratio se je Rakijaš u Hrvatsku, bio je u svezi s Kvaternikom i putovao po Krajini šireći pravaške ideje.:str. 54. U domovini je Rakijaš bio u teškoj materijalnoj situaciji i bez stalnoga namještenja, radio je razne poslove na kojma se nije dugo zadržavao. Neko vrijeme bio je u Petrinji kod tetke a odatle otišao je u Zagreb gdje je došao 3. siječnja 1870. godine. Nakon Zagreba otišao je u Vranovinu gdje je bio u službi kod Bacha i tu je ostao do travnja iste godine odakle je otišao u Ogulin gdje je bio mjesec dana. Nakon Ogulina boravio je u Zagrebu. Eugen Kvaternik u svojemu dnevniku zabilježio je 9. svibnja 1870. godine da je Rakijaš "stigao iznenada kao grom" te ga je "neugodno dirnuo njegov dolazak" a došao je iz Osijeka gdje je radio, te reče kako "u službi ne može ostati u Osijeku, jer je i preteška i prosta, i pogibeljna uz mašine".:str. 823., 826. Dana 28. svibnja 1870. godine Eugen Kvaternik napisao je u svojemu dnevniku: "Uran nemiran također sa sudbine svoje, nemoguć se glede službe i službovanja ničega dočepati. I piši i brzojavljaj danas, jedva mu se kojom krajcarom pomoći može".:str. 828. Kod svoje sestre, koja je bila udata za trgovca u Otočcu, bio je u lipnju i srpnju htijući se tu zaposliti i smiriti, no doskora javio je Bachu kako se ne će kod šogora primiriti te da "odstuplja" od djelovanja što je Kvaternik zabilježio u dnevniku 15. srpnja 1870. godine.:str. 828. Jedno vrijeme bio je i stražmeštrom ↓3 gradske policije u Karlovcu gdje ga je namjestio gradski kapetan Fabijani, posredstvom Eugena Kvaternika. Oko polovice listopada 1870. godine putovao je po Krajini i agitirao za ustanak vrativši se u prosincu u Zagreb.:str 54.

### Rakovički ustanak i smrt
Ustanak je počeo tri dana ranije od dogovorenoga dne 7. listopada 1871. godine, uvečer, kada su došli iz Karlovca Ante Rakijaš, Eugen Kvaternik i Rudolf Fabijani u Broćanac gdje je bila osnovana Privremena narodna hrvatska vlada.:str. 124.-125. U toj vladi Eugen Kvaternik bio je regentom, Ante Rakijaš ministrom rata, Petar Vrdoljak ministrom unutarnjih poslova, Vjekoslav Bach ministrom financija, Rade Čuić ↓4 glavnim vojnim zapovjednikom ustaničke vojske a Antun Turkalj velikim županom ogulinskim.
Ustanak se je ranom zorom 8. listopada 1871. godine proširio na Rakovicu gdje je došao Kvaternik s ustanicima i s razvitim hrvatskim barjakom. U Rakovici je u kući trgovca Ive Vučića bio određen glavni stan hrvatske vlade. Istoga dana Eugen Kvaternik objavio je Proglas narodne hrvatske vlade. Ustanku su se uz Rakovicu pridružila i sela Broćanac, Brezovac, Mašvina, Plavča Draga i Močila.:str. 604. Također istoga dana u Drežnik pošli su Rakijaš i Rade Čuić s tri stotine ustanika kako bi pridobili selo za ustanak, no nije im uspjelo. Dne 9. listopada, u rano jutro, pošao je Kvaternik s ovećom skupinom ustanika prijeko Plaškoga u Ogulin htijući povesti sa sobom cijelu tamošnju kompaniju s kojom bi ušli u Karlovac te odatle u Zagreb gdje bi proglasili slobodnu hrvatsku državu, no nije im uspjelo otići dalje od Plaškoga u koji su ušli 10. listopada 1871. godine, oko podne.:str. 608. Iz Plaškoga su se morali povući. Dne 10. listopada 1871. godine proglašen je prijeki sud te su se ustanički redovi počeli osipati i od prvotnih 1.700 ustanika s Kvaternikom ostalo je njih oko 400.
Ante Rakijaš, Eugen Kvaternik i Vjekoslav Bach 11. listopada 1871. godine ubijeni su u zasjedi koju su im postavili Miloš Kosanović i Maksim Momčilović zajedno s tridesetak ostalih izdajnika iz ustaničkih redova, a u dosluhu s c. kr. majorom Stankom Rašićem. Bili su na putu iz Plaškoga prijeko Ljupča klanca i Močila kada su se toga dana, u zoru, ostatci ustanika uputili prema granici kako bi prebjegli u Osmansko Carstvo. Rakijaš na konju, Kvaternik i Bach u kočiji s kojima je bio i zarobljeni plaščanski trgovac Jovo Trbojević, bili su na čelu kolone a Rade Čuić jahao je na začelju kolone. Kada su došli do Momčilovića kuća odjeknuo je pucanj iz puške. Pogođen prvim hitcem "Rakijaš je počeo glavinjati na konju, ali je još imao toliko snage, da prema Vrdoljakovom svjedočanstvu, za koje je saznao od učesnika i očevidaca, prozbori: ‘Ne poginusmo braćo od carskih pušakah, van kroz neveru, nevera je braćo, svi propadosmo!’".:str. 625. Nakon prvoga odjeknuo je i drugi pucanj pogodivši opet Rakijaša koji pade s konja. Nakon Rakijaša ubijen je Eugen Kvaternik, te potom i Vjekoslav Bach, a Rade Čuić, ranjen, na konju zamakao je u šumu.
Tijela ubijenih Rakijaša, Kvaternika i Bacha na mjestu ubojstva opljačkana su, a potom bačena u jarak pokraj ceste. Nakon neke dobi njihova tijela prevezena su u Rakovicu i zakopana u zajedničku grobnicu pokraj ceste što vodi za Drežnik gdje su ostali u neobilježenome grobu 50 godina. Godine 1921., o pedesetoj obljetnici Rakovičkoga ustanka, u organizaciji Družbe "Braća hrvatskoga zmaja", posmrtni ostatci Ante Rakijaša i njegovih suboraca Eugena Kvaternika i Vjekoslava Bacha preneseni su u Zagrebačku katedralu i pokopani uz Petra Zrinskoga i Franu Krstu Frankopana.

## Spomen
- 1933.: Podignut je spomenik Eugenu Kvaterniku i ustanicima u Rakovici koji je izradio kipar Marijan Matijević.
- Na mjestu gdje su 50 godina bili zakopani Eugen Kvaternik, Ante Rakijaš i Vjekoslav Bach, 8. listopada 2011. godine, otkriveno im je spomen-obilježje a postavili su ga članovi Družbe "Braća hrvatskoga zmaja".[10]